# 銀平町シネマブルース
『銀平町シネマブルース』（ぎんぺいちょうシネマブルース）は、2023年2月10日に公開された日本映画。監督は城定秀夫、脚本はいまおかしんじ、主演は小出恵介。
一文無しの映画監督の青年を主軸に、時代遅れの名画座を舞台に繰り広げる悲喜こもごもの人間模様を描いた群像劇。

## あらすじ
映画監督の青年・近藤猛は、かっての仕事仲間の自殺がきっかけで、映画から遠ざかり放浪を続けて一文無しとなり、自身が青春時代を過ごした銀平町に帰ってくる。
猛は映画好きのホームレス・佐藤伸夫と出会うが、佐藤にバッグを持ち逃げされ、公園でふて寝している時に生活保護のブローカー・黒田新子に目を付けられ、喫茶店での生活保護受給の講習会に参加するはめになる。
そこで佐藤とも再会し、「銀平スカラ座」の支配人・梶原啓司とも出会う。梶原は猛が住む所もないのを見かねて映画館での住み込みバイトを持ちかけ、猛は働き始める。
映画館では、同僚のスタッフ・足立エリカと大崎美久をはじめ、常連の売れない役者・渡辺健介やミュージシャン・白川はじめ、映画の世界に夢を見ている中学生・川本守など、個性あふれる人々と出会う。
エリカや美久たちは、このままでは廃業間近の「銀平スカラ座」のためにクラウドファンディングで資金調達をしようとしたり、60周年記念イベントを開催して集客に努めようとする。
そんな中、梶原が猛のPCが気になり、目にした画面に未編集の撮影素材があるの発見する。梶原は画面の女優が猛の亡くなった妻だと思い込み、猛もなんとなく話を合わせてしまう。そして、梶原は猛の映画を60周年記念イベントの目玉にしようと言い始め、映画の編集を猛に頼み込む。
後日、猛の元妻・二ノ宮一果と娘のハルが訪ねてきたことで梶原の思い込みは間違いだと発覚するが、60周年記念イベントは新人監督・谷内由里子の映画も加えて開催され、盛況の内に無事に終了する。猛はいろんな人との出会いや、今回のイベントを通じて過去の自分を見つめ直し、映画監督として前を向いて歩き始めようとする。

## キャスト

### 主要人物
近藤猛〈36〉
演 - 小出恵介
映画監督。ホラー界ではカルト的な人気がある。
良太郎の自死がきっかけで放浪生活をするようになり一果と離婚。
「さすらいの男」となって、「銀平スカラ座」でバイトしている。
梶原啓司〈58〉
演 - 吹越満
小さな名画座「銀平スカラ座」の支配人。猛を住み込みバイトとして雇う。
スタッフや常連の提案で経営再建のきっかけに60周年イベントを開催しようとする。
佐藤伸夫〈52〉
演 - 宇野祥平
映画好き。元左官。怪我で仕事を失いホームレスになる。

### 銀平スカラ座関係者
足立エリカ〈22〉
演 - 藤原さくら
スタッフ。芸大出身。イベントチラシのデザインをする。
大崎美久〈29〉
演 - 日高七海
スタッフ。銀平町商店街のPR動画の監督をする。
谷口章雄〈72〉　
演 - 渡辺裕之
熟練の映写技師。
渡辺健介〈39〉
演 - 中島歩
常連。役者。銀平町商店街のPR動画に出演する。
白川はじめ〈40〉
演 - 黒田卓也
常連。ジャズミュージシャン。
那須ヒロシ〈35〉
演 - 木口健太
常連。映画ライター。
川本守〈13〉
演 - 小鷹狩八
常連。中学生。将来映画の仕事に就きたいと考えている。

### 猛の関係者
高杉良太郎〈26〉
演 - 平井亜門
猛と一緒に仕事をしていた助監督。自殺してしまう。
木村章〈36〉　
演 - 関町知弘（ライス）
猛の友人。猛に頼まれて金を貸そうとするが妻の猛反対で断念。
二ノ宮一果〈36〉　
演 - さとうほなみ
猛の元妻。元女優。猛の映画「はらわた工場の夜」に主演。
二ノ宮ハル〈13〉　
演 - 谷田ラナ
一果と猛の娘。猛の影響で映画が好き。
高杉弥生〈52〉
演 - 片岡礼子
良太郎の母親。猛の映画のメイキングに登場した良太郎の姿に涙ぐむ。

### その他
黒田新子〈65〉　
演 - 浅田美代子
生活保護ブローカー。佐藤らに生活保護の世話をするが、手口は悪辣。
桑名陽平〈22〉
演 - 加治将樹
新子の手下。佐藤に携帯電話転売に荷担させるなど悪事を働く。
桐谷陽子〈58〉　
演 - 藤田朋子
梶原の元カノ。
谷内由里子〈23〉
演 - 小野莉奈
新人映画監督。猛の映画のファンでもある。
自身の映画「監督残酷物語」が60周年イベントで上映される。
スクリーンの中の監督　
演 - 守屋文雄
谷内の映画「監督残酷物語」の作中の監督。

## スタッフ
- 監督 - 城定秀夫
- 脚本 - いまおかしんじ
- エグゼクティブプロデューサー - 谷川寛人
- プロデューサー - 久保和明、秋山智則
- 共同プロデューサー - 飯田雅裕
- 企画 - 直井卓俊
- 撮影 - 渡邊雅紀
- 照明 - 小川大介
- 録音 - 松島匡
- サウンドデザイン - 山本タカアキ
- 美術 - 羽賀香織
- ヘアメイクディレクション - 須田理恵
- スタイリスト - 天野泰葉、切金実紀
- 編集 - 城定秀夫
- 音楽 - 黒田卓也
- 助監督 - 伊藤一平
- キャスティング - 伊藤尚哉
- ラインプロデューサー - 浅木大
- スチール - 柴崎まどか
- 制作担当 - 酒井識人
- 製作幹事 - クロックワークス
- 制作プロダクション - レオーネ
- 配給 - SPOTTED PRODUCTIONS
- 製作 -「銀平町シネマブルース」製作委員会